# Lilimar Hernandez

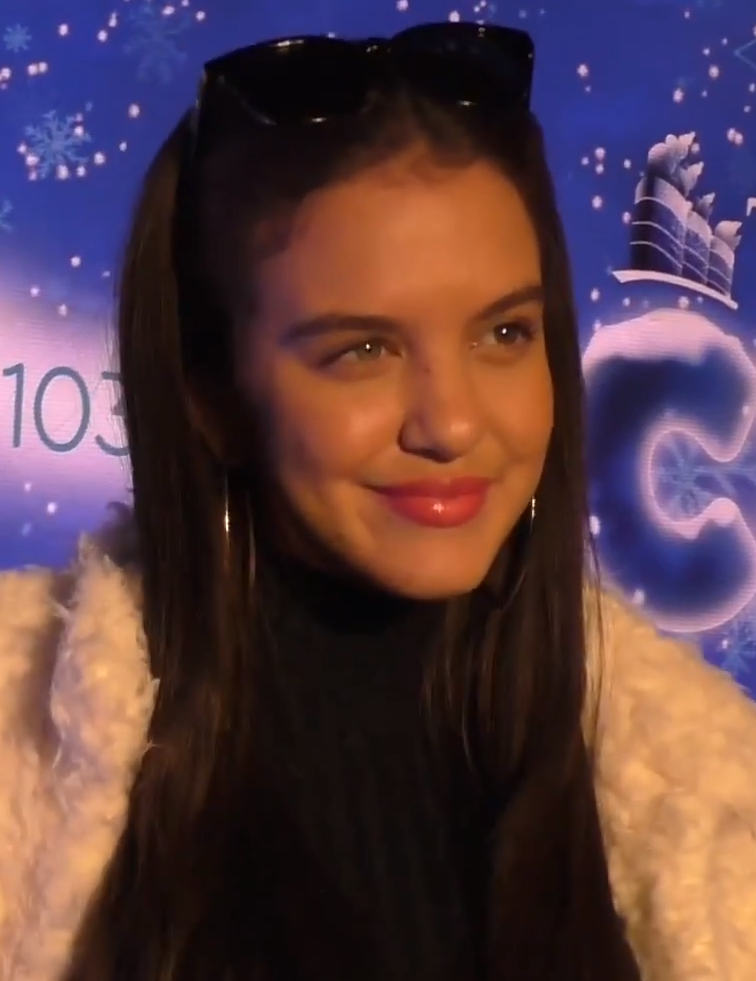
Lilimar Hernandez

Lilimar Hernández Ruiz (* 2. Juni 2000 auf Isla Margarita) ist eine venezolanische Schauspielerin, die für ihre Rolle als Sophie in der Nickelodeon-Serie Bella and the Bulldogs bekannt ist.

## Leben
Hernández’ Eltern stammen aus Kuba und sind im medizinischen Bereich tätig. Bereits im Alter von vier Jahren war Hernández als Model in Venezuela tätig. Im Jahr 2006 zog sie mit ihrer Familie nach Miami, wo sie Schauspielunterricht nahm. Für ihre Rolle als Sophie in Bella and the Bulldogs zog Hernández nach Los Angeles, wo sie gemeinsam mit ihrer Mutter und ihrer Großmutter lebt. Momentan wird sie dort bei sich zuhause unterrichtet.

## Filmografie

### Filme
- 2013: Das kleine Gespenst (Stimme)
- 2014: Pedro Pan (Kurzfilm)
- 2014: Last Children (Kurzfilm)
- 2024: Alles steht Kopf 2 (Inside Out 2, Stimme)

### Serien
- 2013: Rosario (1 Episode)
- 2015–2016: Bella and the Bulldogs (40 Episoden)
- 2017: Life After First Failure (2 Episoden)
- 2018: School of Rock (1 Episode)
- 2018: Spirit: wild und frei (5 Episoden, Stimme)
- 2018–2019: Knight Squad (30 Episoden)
- 2020–2023: Cleopatra in Space (26 Episoden, Stimme)
- 2021: Side Hustle (2 Episoden)
- seit 2022: Hier kommen die Batwheels (Batweels, Stimme)
- 2025: Die Thundermans: Undercover (The Thundermans: Undercover, 1 Folge)
- 2025: Harley Quinn (Stimme)
- 2025: Bugs Bunnys Baumeister (Stimme, 1 Folge)